# 20 Bank Street

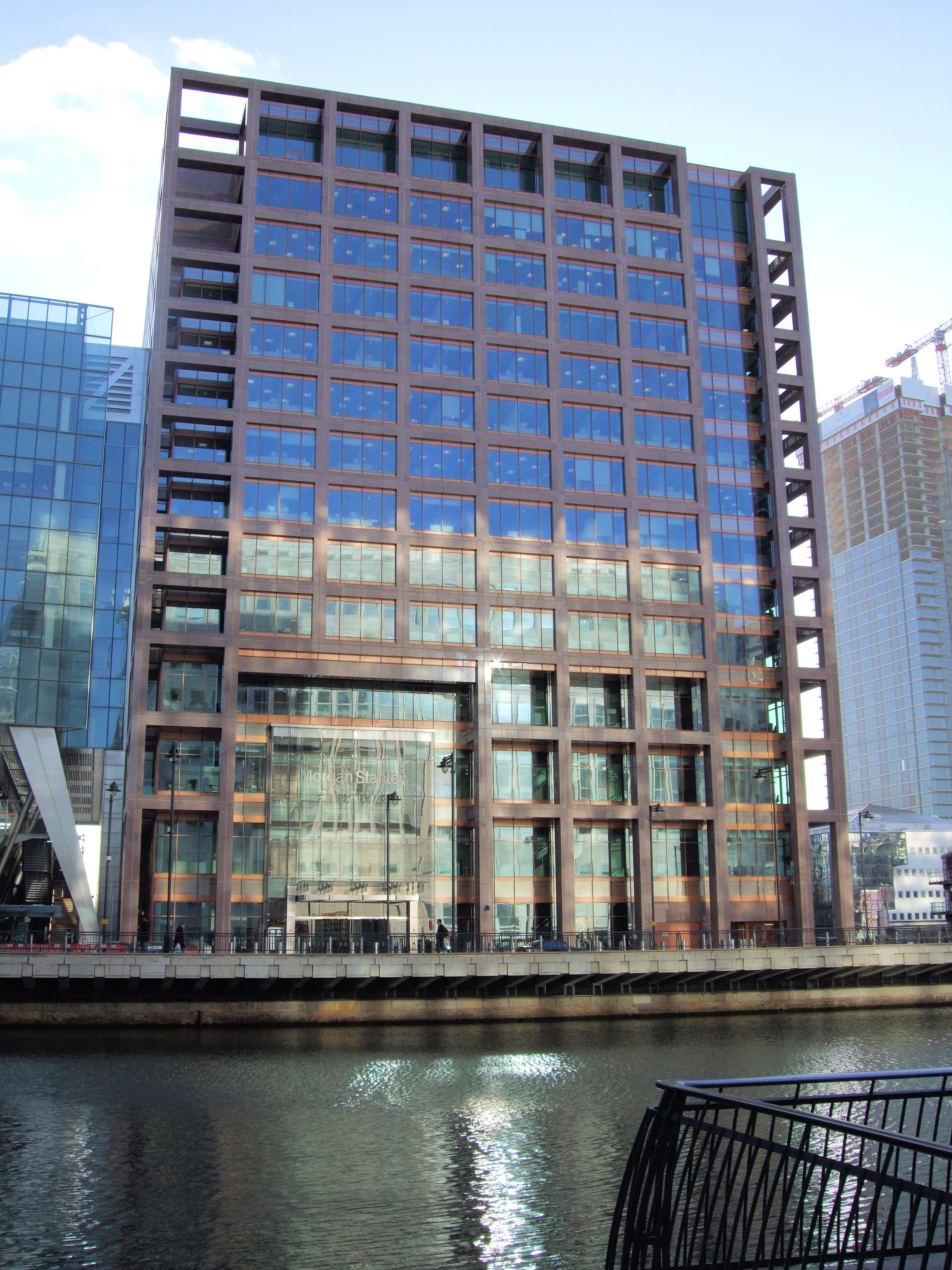
20 Bank Street

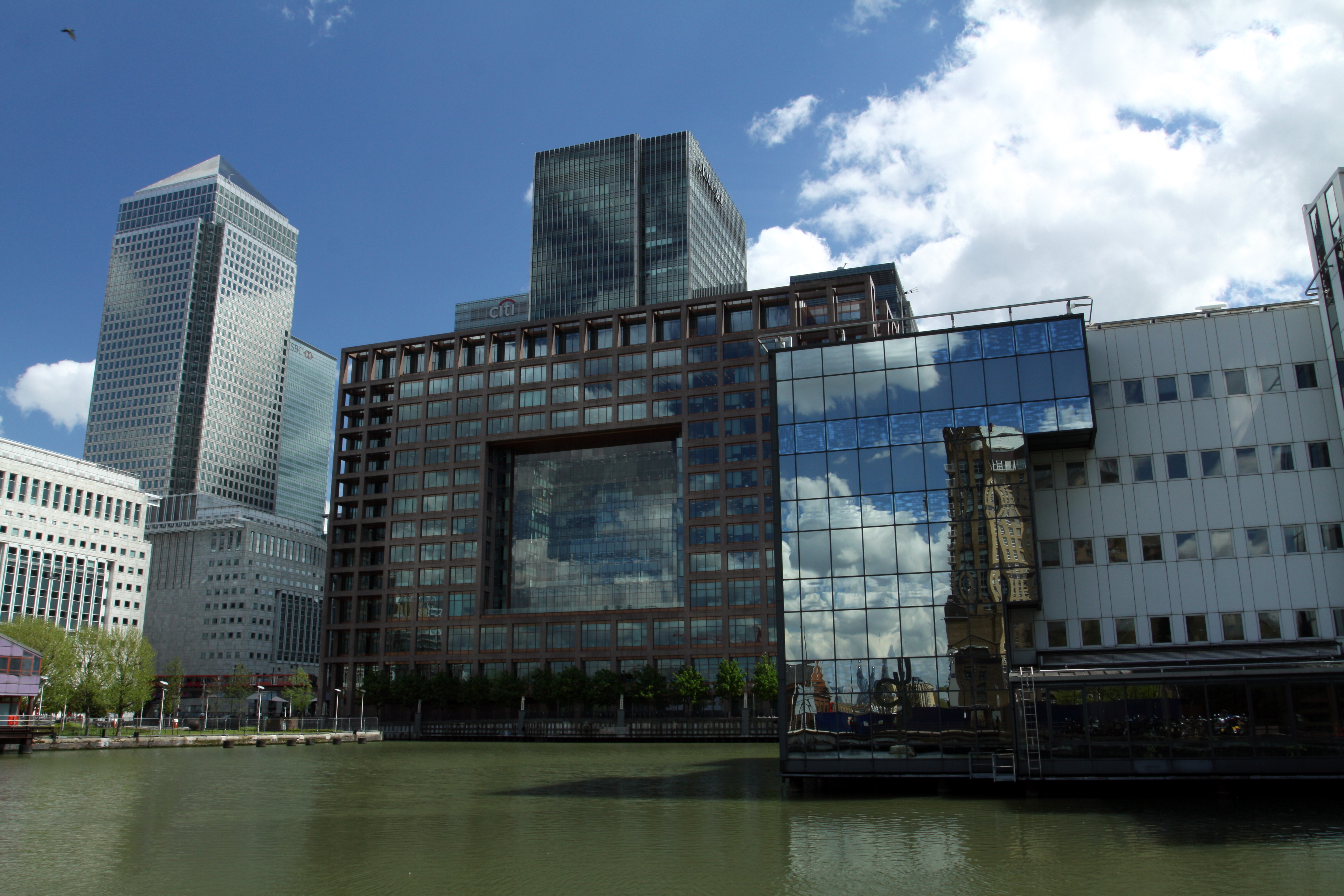
Outra visão do prédio.

20 Bank Street (Heron Quays 1 (HQ1) ou edifício Morgan Stanley) é um edifício de 14 andares em Canary Wharf, Londres.
Concluído em 2003, a construção foi projetada por Skidmore, Owings & Merrill (SOM), Possui 68 metros (220 pé) de altura com um espaço ocupado de 47 565 metro quadrados (510 000 sq ft).